# وسط‌السماء
وسط‌السماء (میانهٔ آسمان) یا دلتا دوپیکر یک ستاره است که در صورت فلکی دوپیکر قرار دارد.